# 大洋河 (郁江)
大洋河，位于中国广西壮族自治区桂平市南部，是郁江右岸支流，发源于桂平市中沙镇容北村，大容山北麓，向西北流经桂平市中沙镇治、兴业县北市镇，桂平大洋镇，最后于桂平市白沙镇大坪村汇入郁江。河长99千米，流域面积668平方公里。年均径流量6.06亿立方米。下游盛产大米甘蔗，是桂平市菜篮子生产基地。